# Октябрський (Упоровський район)
Октя́брський (рос. Первомайский) — селище у складі Упоровського району Тюменської області, Росія.
Населення — 304 особи (2010, 302 у 2002).
Національний склад станом на 2002 рік:
- росіяни — 60 %